# Список астероїдів (30801—30900)
| Назва                            | Тимчасове позначення | Дата відкриття    | Місце відкриття                 | Відкривач                        |
| -------------------------------- | -------------------- | ----------------- | ------------------------------- | -------------------------------- |
| (30801) 1989 SS1                 | 1989 SS1             | 26 вересня 1989   | Обсерваторія Ла-Сілья           | Ерік Вальтер Ельст               |
| (30802) 1989 SH3                 | 1989 SH3             | 26 вересня 1989   | Обсерваторія Ла-Сілья           | Ерік Вальтер Ельст               |
| (30803) 1989 SG14                | 1989 SG14            | 26 вересня 1989   | Обсерваторія Калар-Альто        | Дж. Баур, Курт Біркл             |
| (30804) 1989 TO14                | 1989 TO14            | 2 жовтня 1989     | Обсерваторія Ла-Сілья           | Анрі Дебеонь                     |
| (30805) 1989 UO2                 | 1989 UO2             | 21 жовтня 1989    | Обсерваторія Кітамі             | Кін Ендате, Кадзуро Ватанабе     |
| (30806) 1989 UP5                 | 1989 UP5             | 30 жовтня 1989    | Обсерваторія Серро Тололо       | Ш. Дж. Бас                       |
| (30807) 1989 UQ5                 | 1989 UQ5             | 30 жовтня 1989    | Обсерваторія Серро Тололо       | Ш. Дж. Бас                       |
| (30808) 1989 YA2                 | 1989 YA2             | 30 грудня 1989    | Обсерваторія Сайдинг-Спрінг     | Роберт Макнот                    |
| (30809) 1990 EO8                 | 1990 EO8             | 7 березня 1990    | Обсерваторія Ла-Сілья           | Анрі Дебеонь                     |
| (30810) 1990 FM                  | 1990 FM              | 23 березня 1990   | Паломарська обсерваторія        | Е. Гелін                         |
| (30811) 1990 OD2                 | 1990 OD2             | 29 липня 1990     | Паломарська обсерваторія        | Генрі Гольт                      |
| (30812) 1990 OZ4                 | 1990 OZ4             | 25 липня 1990     | Паломарська обсерваторія        | Генрі Гольт                      |
| (30813) 1990 QT                  | 1990 QT              | 19 серпня 1990    | Паломарська обсерваторія        | Е. Гелін                         |
| (30814) 1990 QW                  | 1990 QW              | 19 серпня 1990    | Паломарська обсерваторія        | Е. Гелін                         |
| (30815) 1990 QH2                 | 1990 QH2             | 22 серпня 1990    | Паломарська обсерваторія        | Генрі Гольт                      |
| (30816) 1990 QA6                 | 1990 QA6             | 29 серпня 1990    | Паломарська обсерваторія        | Генрі Гольт                      |
| (30817) 1990 QN9                 | 1990 QN9             | 16 серпня 1990    | Обсерваторія Ла-Сілья           | Ерік Вальтер Ельст               |
| (30818) 1990 RH2                 | 1990 RH2             | 14 вересня 1990   | Паломарська обсерваторія        | Генрі Гольт                      |
| (30819) 1990 RL2                 | 1990 RL2             | 15 вересня 1990   | Паломарська обсерваторія        | Мішель Олмстід                   |
| (30820) 1990 RU2                 | 1990 RU2             | 15 вересня 1990   | Паломарська обсерваторія        | Генрі Гольт                      |
| 30821 Чернетенко (Chernetenko)   | 1990 RR17            | 15 вересня 1990   | КрАО                            | Журавльова Людмила Василівна     |
| (30822) 1990 SX5                 | 1990 SX5             | 22 вересня 1990   | Обсерваторія Ла-Сілья           | Ерік Вальтер Ельст               |
| (30823) 1990 SY15                | 1990 SY15            | 16 вересня 1990   | Паломарська обсерваторія        | Генрі Гольт                      |
| (30824) 1990 TD                  | 1990 TD              | 9 жовтня 1990     | Обсерваторія Сайдинг-Спрінг     | Роберт Макнот                    |
| (30825) 1990 TG1                 | 1990 TG1             | 14 жовтня 1990    | Обсерваторія Кітт-Пік           | Spacewatch                       |
| 30826 Кулон (Coulomb)            | 1990 TS1             | 10 жовтня 1990    | Обсерваторія Карла Шварцшильда  | Ф. Бернґен, Лутц Шмадель         |
| 30827 Lautenschlager             | 1990 TE2             | 10 жовтня 1990    | Обсерваторія Карла Шварцшильда  | Лутц Шмадель, Ф. Бернґен         |
| 30828 Бете (Bethe)               | 1990 TK4             | 12 жовтня 1990    | Обсерваторія Карла Шварцшильда  | Ф. Бернґен, Лутц Шмадель         |
| 30829 Wolfwacker                 | 1990 TE9             | 10 жовтня 1990    | Обсерваторія Карла Шварцшильда  | Лутц Шмадель, Ф. Бернґен         |
| 30830 Ян (Jahn)                  | 1990 TQ12            | 14 жовтня 1990    | Обсерваторія Карла Шварцшильда  | Ф. Бернґен, Лутц Шмадель         |
| (30831) 1990 TO14                | 1990 TO14            | 14 жовтня 1990    | Паломарська обсерваторія        | Кеннет Лоренс, Е. Гелін          |
| (30832) 1990 UC5                 | 1990 UC5             | 16 жовтня 1990    | Обсерваторія Ла-Сілья           | Ерік Вальтер Ельст               |
| (30833) 1990 VM4                 | 1990 VM4             | 15 листопада 1990 | Обсерваторія Ла-Сілья           | Ерік Вальтер Ельст               |
| (30834) 1990 VR6                 | 1990 VR6             | 15 листопада 1990 | Обсерваторія Ла-Сілья           | Ерік Вальтер Ельст               |
| (30835) 1990 WB7                 | 1990 WB7             | 21 листопада 1990 | Обсерваторія Ла-Сілья           | Ерік Вальтер Ельст               |
| 30836 Шніттке (Schnittke)        | 1991 AU2             | 15 січня 1991     | Обсерваторія Карла Шварцшильда  | Ф. Бернґен                       |
| 30837 Штейнгейль (Steinheil)     | 1991 AW2             | 15 січня 1991     | Обсерваторія Карла Шварцшильда  | Ф. Бернґен                       |
| (30838) 1991 CM1                 | 1991 CM1             | 7 лютого 1991     | Обсерваторія Ґейсей             | Тсутому Секі                     |
| (30839) 1991 GH1                 | 1991 GH1             | 11 квітня 1991    | Обсерваторія Кушіро             | Сейджі Уеда, Хіроші Канеда       |
| 30840 Джекеліс (Jackalice)       | 1991 GC2             | 15 квітня 1991    | Паломарська обсерваторія        | Керолін Шумейкер, Девід Леві     |
| (30841) 1991 GA3                 | 1991 GA3             | 8 квітня 1991     | Обсерваторія Ла-Сілья           | Ерік Вальтер Ельст               |
| (30842) 1991 GO7                 | 1991 GO7             | 8 квітня 1991     | Обсерваторія Ла-Сілья           | Ерік Вальтер Ельст               |
| (30843) 1991 JK1                 | 1991 JK1             | 8 травня 1991     | Паломарська обсерваторія        | Е. Гелін                         |
| 30844 Хукеллер (Hukeller)        | 1991 KE              | 17 травня 1991    | Паломарська обсерваторія        | Керолін Шумейкер, Юджин Шумейкер |
| (30845) 1991 PQ3                 | 1991 PQ3             | 2 серпня 1991     | Обсерваторія Ла-Сілья           | Ерік Вальтер Ельст               |
| (30846) 1991 PJ17                | 1991 PJ17            | 9 серпня 1991     | Паломарська обсерваторія        | Генрі Гольт                      |
| 30847 Lampert                    | 1991 RC5             | 13 вересня 1991   | Обсерваторія Карла Шварцшильда  | Лутц Шмадель, Ф. Бернґен         |
| (30848) 1991 RZ19                | 1991 RZ19            | 14 вересня 1991   | Паломарська обсерваторія        | Генрі Гольт                      |
| (30849) 1991 RE20                | 1991 RE20            | 14 вересня 1991   | Паломарська обсерваторія        | Генрі Гольт                      |
| 30850 Фонсіменс (Vonsiemens)     | 1991 TN2             | 7 жовтня 1991     | Обсерваторія Карла Шварцшильда  | Ф. Бернґен, Лутц Шмадель         |
| 30851 Reissfelder                | 1991 TD6             | 2 жовтня 1991     | Обсерваторія Карла Шварцшильда  | Лутц Шмадель, Ф. Бернґен         |
| 30852 Дебай (Debye)              | 1991 TR6             | 2 жовтня 1991     | Обсерваторія Карла Шварцшильда  | Ф. Бернґен, Лутц Шмадель         |
| (30853) 1991 UH3                 | 1991 UH3             | 31 жовтня 1991    | Обсерваторія Кушіро             | Сейджі Уеда, Хіроші Канеда       |
| (30854) 1991 VB                  | 1991 VB              | 1 листопада 1991  | Паломарська обсерваторія        | Е. Гелін                         |
| (30855) 1991 VQ9                 | 1991 VQ9             | 4 листопада 1991  | Обсерваторія Кітт-Пік           | Spacewatch                       |
| (30856) 1991 XE                  | 1991 XE              | 7 грудня 1991     | Паломарська обсерваторія        | Е. Гелін                         |
| 30857 Парсек (Parsec)            | 1991 YY              | 31 грудня 1991    | Обсерваторія Верхнього Провансу | Ерік Вальтер Ельст               |
| (30858) 1992 AU1                 | 1992 AU1             | 9 січня 1992      | Паломарська обсерваторія        | Е. Гелін                         |
| (30859) 1992 BM                  | 1992 BM              | 28 січня 1992     | Обсерваторія Кушіро             | Сейджі Уеда, Хіроші Канеда       |
| (30860) 1992 DA4                 | 1992 DA4             | 29 лютого 1992    | Обсерваторія Кітт-Пік           | Spacewatch                       |
| (30861) 1992 DS5                 | 1992 DS5             | 29 лютого 1992    | Обсерваторія Ла-Сілья           | UESAC                            |
| (30862) 1992 DF10                | 1992 DF10            | 29 лютого 1992    | Обсерваторія Ла-Сілья           | UESAC                            |
| (30863) 1992 EA4                 | 1992 EA4             | 1 березня 1992    | Обсерваторія Ла-Сілья           | UESAC                            |
| (30864) 1992 EE6                 | 1992 EE6             | 1 березня 1992    | Обсерваторія Ла-Сілья           | UESAC                            |
| (30865) 1992 EH8                 | 1992 EH8             | 2 березня 1992    | Обсерваторія Ла-Сілья           | UESAC                            |
| (30866) 1992 EN8                 | 1992 EN8             | 2 березня 1992    | Обсерваторія Ла-Сілья           | UESAC                            |
| (30867) 1992 EL9                 | 1992 EL9             | 2 березня 1992    | Обсерваторія Ла-Сілья           | UESAC                            |
| (30868) 1992 ET10                | 1992 ET10            | 6 березня 1992    | Обсерваторія Ла-Сілья           | UESAC                            |
| (30869) 1992 EU11                | 1992 EU11            | 6 березня 1992    | Обсерваторія Ла-Сілья           | UESAC                            |
| (30870) 1992 EW15                | 1992 EW15            | 1 березня 1992    | Обсерваторія Ла-Сілья           | UESAC                            |
| (30871) 1992 EG16                | 1992 EG16            | 1 березня 1992    | Обсерваторія Ла-Сілья           | UESAC                            |
| (30872) 1992 EM17                | 1992 EM17            | 2 березня 1992    | Обсерваторія Ла-Сілья           | UESAC                            |
| (30873) 1992 EN17                | 1992 EN17            | 2 березня 1992    | Обсерваторія Ла-Сілья           | UESAC                            |
| (30874) 1992 EA23                | 1992 EA23            | 1 березня 1992    | Обсерваторія Ла-Сілья           | UESAC                            |
| (30875) 1992 EX25                | 1992 EX25            | 8 березня 1992    | Обсерваторія Ла-Сілья           | UESAC                            |
| (30876) 1992 EM27                | 1992 EM27            | 4 березня 1992    | Обсерваторія Ла-Сілья           | UESAC                            |
| (30877) 1992 ES30                | 1992 ES30            | 1 березня 1992    | Обсерваторія Ла-Сілья           | UESAC                            |
| (30878) 1992 GQ                  | 1992 GQ              | 3 квітня 1992     | Обсерваторія Кушіро             | Сейджі Уеда, Хіроші Канеда       |
| 30879 Хіросіканай (Hiroshikanai) | 1992 KF              | 25 травня 1992    | Обсерваторія Ґейсей             | Тсутому Секі                     |
| (30880) 1992 PC2                 | 1992 PC2             | 2 серпня 1992     | Паломарська обсерваторія        | Генрі Гольт                      |
| (30881) 1992 RS4                 | 1992 RS4             | 2 вересня 1992    | Обсерваторія Ла-Сілья           | Ерік Вальтер Ельст               |
| 30882 Tomhenning                 | 1992 SG2             | 21 вересня 1992   | Обсерваторія Карла Шварцшильда  | Лутц Шмадель, Ф. Бернґен         |
| 30883 де Бройль (de Broglie)     | 1992 SW16            | 24 вересня 1992   | Обсерваторія Карла Шварцшильда  | Ф. Бернґен, Лутц Шмадель         |
| (30884) 1992 SL23                | 1992 SL23            | 30 вересня 1992   | Паломарська обсерваторія        | Генрі Гольт                      |
| (30885) 1992 UU4                 | 1992 UU4             | 30 жовтня 1992    | Станція JCPM Якіїмо             | Акіра Наторі, Такеші Урата       |
| (30886) 1992 WJ1                 | 1992 WJ1             | 17 листопада 1992 | Обсерваторія Кітамі             | Кін Ендате, Кадзуро Ватанабе     |
| (30887) 1992 WL2                 | 1992 WL2             | 18 листопада 1992 | Обсерваторія Кушіро             | Сейджі Уеда, Хіроші Канеда       |
| 30888 Okitsumisaki               | 1993 BG2             | 19 січня 1993     | Обсерваторія Ґейсей             | Тсутому Секі                     |
| (30889) 1993 FU6                 | 1993 FU6             | 17 березня 1993   | Обсерваторія Ла-Сілья           | UESAC                            |
| (30890) 1993 FB9                 | 1993 FB9             | 17 березня 1993   | Обсерваторія Ла-Сілья           | UESAC                            |
| (30891) 1993 FV14                | 1993 FV14            | 17 березня 1993   | Обсерваторія Ла-Сілья           | UESAC                            |
| (30892) 1993 FR18                | 1993 FR18            | 17 березня 1993   | Обсерваторія Ла-Сілья           | UESAC                            |
| (30893) 1993 FD19                | 1993 FD19            | 17 березня 1993   | Обсерваторія Ла-Сілья           | UESAC                            |
| (30894) 1993 FD20                | 1993 FD20            | 17 березня 1993   | Обсерваторія Ла-Сілья           | UESAC                            |
| (30895) 1993 FH23                | 1993 FH23            | 21 березня 1993   | Обсерваторія Ла-Сілья           | UESAC                            |
| (30896) 1993 FX26                | 1993 FX26            | 21 березня 1993   | Обсерваторія Ла-Сілья           | UESAC                            |
| (30897) 1993 FG29                | 1993 FG29            | 21 березня 1993   | Обсерваторія Ла-Сілья           | UESAC                            |
| (30898) 1993 FJ29                | 1993 FJ29            | 21 березня 1993   | Обсерваторія Ла-Сілья           | UESAC                            |
| (30899) 1993 FL32                | 1993 FL32            | 21 березня 1993   | Обсерваторія Ла-Сілья           | UESAC                            |
| (30900) 1993 FM34                | 1993 FM34            | 17 березня 1993   | Обсерваторія Ла-Сілья           | UESAC                            |

| ← Астероїди 30001—40000 → |             |             |             |             |             |             |             |             |             |
| 30001—30100               | 31001—31100 | 32001—32100 | 33001—33100 | 34001—34100 | 35001—35100 | 36001—36100 | 37001—37100 | 38001—38100 | 39001—39100 |
| 30101—30200               | 31101—31200 | 32101—32200 | 33101—33200 | 34101—34200 | 35101—35200 | 36101—36200 | 37101—37200 | 38101—38200 | 39101—39200 |
| 30201—30300               | 31201—31300 | 32201—32300 | 33201—33300 | 34201—34300 | 35201—35300 | 36201—36300 | 37201—37300 | 38201—38300 | 39201—39300 |
| 30301—30400               | 31301—31400 | 32301—32400 | 33301—33400 | 34301—34400 | 35301—35400 | 36301—36400 | 37301—37400 | 38301—38400 | 39301—39400 |
| 30401—30500               | 31401—31500 | 32401—32500 | 33401—33500 | 34401—34500 | 35401—35500 | 36401—36500 | 37401—37500 | 38401—38500 | 39401—39500 |
| 30501—30600               | 31501—31600 | 32501—32600 | 33501—33600 | 34501—34600 | 35501—35600 | 36501—36600 | 37501—37600 | 38501—38600 | 39501—39600 |
| 30601—30700               | 31601—31700 | 32601—32700 | 33601—33700 | 34601—34700 | 35601—35700 | 36601—36700 | 37601—37700 | 38601—38700 | 39601—39700 |
| 30701—30800               | 31701—31800 | 32701—32800 | 33701—33800 | 34701—34800 | 35701—35800 | 36701—36800 | 37701—37800 | 38701—38800 | 39701—39800 |
| 30801—30900               | 31801—31900 | 32801—32900 | 33801—33900 | 34801—34900 | 35801—35900 | 36801—36900 | 37801—37900 | 38801—38900 | 39801—39900 |
| 30901—31000               | 31901—32000 | 32901—33000 | 33901—34000 | 34901—35000 | 35901—36000 | 36901—37000 | 37901—38000 | 38901—39000 | 39901—40000 |